# ジョルダーノ (小惑星)
ジョルダーノ (5148 Giordano) は、小惑星帯の小惑星。パロマー天文台のトム・ゲーレルスとライデン天文台のファン・ハウテン夫妻が発見した。
16世紀イタリアの哲学者・天文学者で、当時のキリスト教的宇宙観に反した学説を唱えたため火刑に処せられたことで有名なジョルダーノ・ブルーノから命名された。